# Nectriopsis sororicola
Nectriopsis sororicola är en svampart som beskrevs av Samuels 1988. Nectriopsis sororicola ingår i släktet Nectriopsis och familjen Bionectriaceae.   Inga underarter finns listade i Catalogue of Life.